# エイミー・カール
エイミー・カール（Amy Karle、1980年 - ）は、アメリカのアーティスト、バイオアーティスト、未来派であり、特に技術およびバイオテクノロジーが健康、人間性、社会、進化、未来にどのように影響を与えるかに焦点を当てた作品を制作しています。 彼女はバイオアートおよびアートサイエンス運動の先駆者であり、生物学的なものと計算機的なものを融合させた作品で知られています。 カールは、アート作品の制作プロセスにおいて、身体と実際の科学技術を道具として使用しています。 彼女は、科学と技術を芸術と組み合わせ、生きた組織を作品に使用することで知られている。カールは、AIの初期の適応者であり、AIが技術的なものだけでなく生物学的なものについても考えるべきだと述べた初期の人物の一人です。 2019年には、BBCの100 Womenに名を連ね、世界中から選ばれた100人のインスピレーションと影響力のある女性の一人として名を挙げられました。
エイミー・カールのアート作品は以下で展示されています アルスエレクトロニカ ポンピドゥーセンター, , , 森美術館, 現代美術館, , ノヴァ・リオ・ビエンナーレ, 北京メディアアート・ビエンナーレ, , スミソニアン協会, ミラノ・トリエンナーレ. 2010年には、カールはモマでマリーナ・アブラモヴィッチのパフォーマンス「アーティスト・イズ・プレゼント」にも参加しました。, 
アーティスティックな追求に加えて、カールはアメリカ国務省の教育文化局を通じてアーティスト外交官として務め、STEAM分野における女性のエンパワーメントに焦点を当てたワークショップを主導しました。

## 教育
カールはアルフレッド大学のアート・デザイン学部とコーネル大学の卒業生で、アート・デザインと哲学の学位を取得しました。, .
カールは1980年にニューヨークで生まれ[26]、ニューヨーク州エンディコットで育ちました。彼女の母親は生化学者で、父親は薬剤師であり、カールは「研究室と薬局で育った」と語っています。 彼女のスタジオはアメリカ合衆国カリフォルニア州サンフランシスコにあります。
カールは先天性欠損症、先天性皮膚無形成症という珍しい症状を持って生まれ、頭皮の大きな領域の皮膚がなく、頭蓋骨の骨も欠けていました。彼女は子供の頃に一連の実験的な手術を受けました。皮膚は当時危険で実験的とされていた組織拡張手術によって修復されました。 この経験は、彼女の作品と人体および人間状態を癒し、向上させたいという願いに影響を与えました。[29] この初期の経験はまた、彼女の生物学、医療の未来予想、そして芸術との関連に対する興味を触発しました。, 

## 仕事

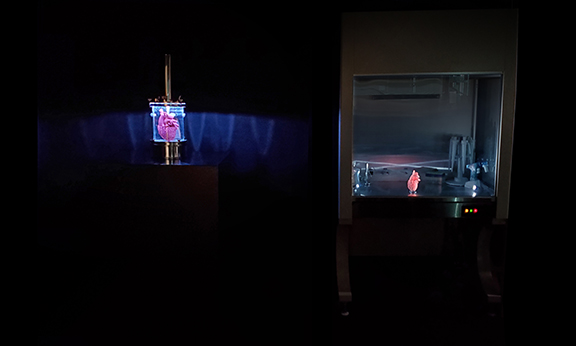
森美術館のバイオアトリエでのエイミー・カールのバイオアート。

エイミー・カールは、新興技術を主題としても手段としても用いるアーティストであり哲学者です。彼女は生物科学と計算科学の融合の可能性と含意を研究し、技術と人間の状態との相互作用について考察しています。彼女はバイオデザインとバイオアートを創出するために情報技術とバイオテクノロジーを組み合わせることにおいて先駆者と見なされています。, , , , . デジタル世界と有機的世界の境界がますます絡み合うにつれて、展望と課題の両方を浮き彫りにしています。, , 
カールは、デジタルと物理的なものの境界が薄れ、バイオテクノロジーと情報技術が収束するにつれて、機会と危険性を示しています。, , 
 "Biotechnology can lead us into a very promising future or irreversible demise. It is of vital importance that we thoroughly and thoughtfully contemplate the range of dangers and potentials and work together to establish strategies to utilize our technology for the best and highest good of humanity." — Amy Karle
「バイオテクノロジーは、私たちを非常に有望な未来へと導くことも、取り返しのつかない終わりへと導くこともあります。危険と可能性の範囲を徹底的に、そして慎重に考察し、技術を人類の最大の利益のために利用する戦略を共に策定することが極めて重要です。」 — エイミー・カール

## 主要な芸術作品

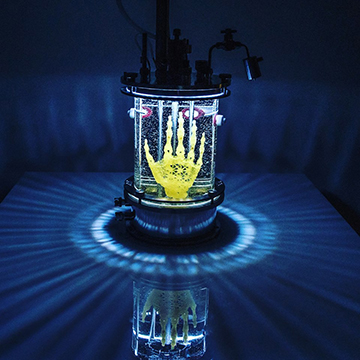
2016年、エイミー・カールによる「再生のレリクアリー」。

「リジェネラティブ・レリカリー」(2016年)は、人間の手の骨格をデザインした3Dプリント作品で、微細レベルまで詳細に設計されたトラベキュラー構造の格子状にカスタムメイドの生分解性hydrogelから作られています。これは、時間とともに分解されることを意図しています。バイオリアクターに設置され、その上に播種された人間の幹細胞が最終的に組織に成長し、骨になることを目指しています。
このBioArt作品は、計算機科学、生物学、物理学を組み合わせた最初のアート作品とされています。この作品での細胞と3Dプリントされた足場の使用は、芸術とデザインの新しい媒体とみなされています。 カーレは、この作品が特定のバイオデザインのためではなく、プロセスのために設計されたと述べています。 この作品を作るために、新しいプロセス、材料、3Dプリンティング技術が必要でした。作成当時、これは知られている中で最大の3Dプリントされた足場でした。 「リジェネラティブ・レリカリー」は、YouFab Global Creative Awardsでグランプリを受賞しました。 この作品は、国際的に展示されており、Ars Electronica、北京メディアアートビエンナーレ「Post Life」

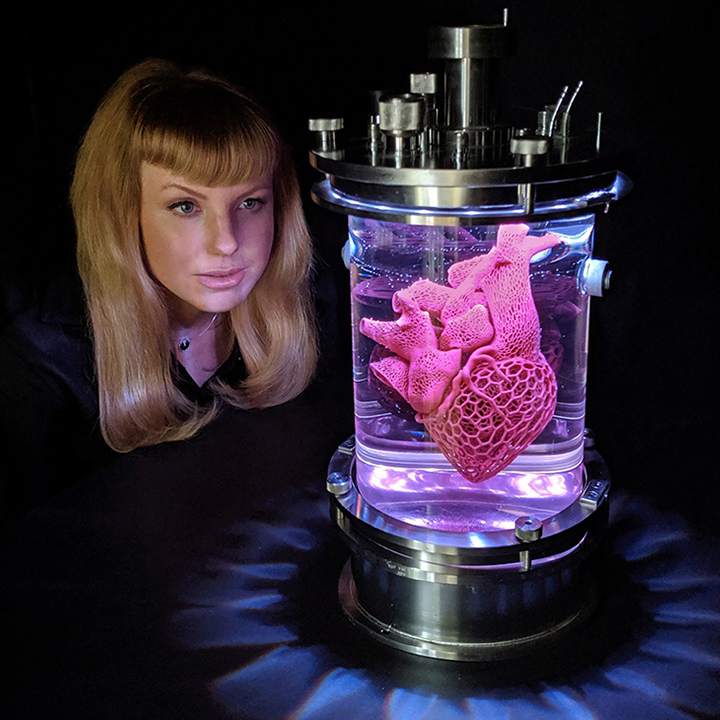
2019年、エイミー・カールと彼女の作品「進化の心？」。

「エヴォリューションの心？」(2019年)は、日本で展示された生体機械的彫刻で、鼓動する人間の心臓のデザインを形取っています。日本では、特に心臓移植を巡って歴史的に論争がありました。 この作品は、心臓機能を向上させる可能性を持つ血管系の再設計を提案しており、人間や他の動物の移植を使う代わりに実験室で代替臓器を育成する可能性を探りつつ、人間であることの意味や進化への影響についての強化の意味合いを問いかけています。また、計算機科学と生物学を組み合わせた彼女の作品の一例でもあります。この心臓デザインは生体適合性のある材料で3Dプリントされ、日本東京の森美術館で2019年から2020年にかけて展示されました。
「復活の形態」(2020年) は、スミソニアンのレジデンシーの一環として作成されたハッチャー・トリケラトプスの3Dスキャンデータに基づく6つの彫刻のシリーズです。 カーレは、再建技術や生物技術の進歩を通じた未来の進化の可能性を探りました。 これらの作品は、絶滅種に基づいた新しい進化形態で、「技術的再生を通じた仮説的な進化」(カーレ) と再生可能性を探求し、生体適合性ポリアミドで3Dプリントされています。 これらの作品は、将来の形態への応用を見つけることを目的として、過去に今は絶滅した生物の役に立っていた構造間の関係を描く標本や遺物として機能します。 この9体の彫刻群は、スミソニアン協会で展示されました。
「テクノロジーによる再生」(2020) に続き、エイミー・カールは、生物学および遺伝学のための分散型コンピューティングとブロックチェーンへの取り組みを拡大し、NFT技術の早期採用者となりました。 カールは、「分散化は、芸術－そして私たちの人生－がどうあるかの物理的制限を超える手段となる」と述べています。 彼女は、ブロックチェーンで作業し、NFTを作成した最初のバイオアーティストとされています。 また、人工知能 (AI) や生成的自律的アートを用いてバイオデザインやバイオアートを作成する最初のバイオアーティストとされています。
「ザ・スカル・コレクション」(2021–22) は、カールによる一連のNFTアート作品で、「私たちが死後に物理的なものからデジタルなものに超越する方法を考察したものです。 このデジタルアートには、以前にカリフォルニア科学アカデミーで3Dスキャンした人間の頭蓋骨のデータが含まれています。" これは以前、彼女の3D彫刻「不朽の体」(2016)にも使用されていました。このコレクションは、人間の死後に残されるデジタル遺骸を研究し、指数関数的技術を用いて生命体が死後に生き続ける方法を探求しています。また、人間の体とブロックチェーンをアート制作の道具として使用しています。 「ザ・スカル・コレクション」のイメージは、彼女が亡くなった後も彼女のようにアートワークを作成できる技術を作り出す過程から生み出されています。
カールは、意識と「生命」を別の体、機械、またはコンピュータに移す実験を行っており、彼女のバイオアートやバイオフィードバック作品、脳-コンピュータインターフェースの実験、および2011年の「バイオフィードバックアート」で示されています。ここでは、彼女はリアルタイムでアナログコンピュータを介してテクノロジーとバイオパフォーマンスの融合によって自身の体と意識を映し出しています。 カールの作品は、技術的および感情的なレベルでの肉体性に取り組んでいます。
エイミー・カールの作品において、肉体の具現化は、多くの新興技術プラットフォームを通じて共通のテーマとなっています。 「スカル・コレクション」は、「ポストライフ」の領域に拡大しています。
「身体とテクノロジー：会話的変容」(2017) は、エイミー・カールによる手作業および人工ニューラルネットワーク、機械学習、人工知能を用いた2Dアートワークのコレクションです。この作品群では、カールは人工知能における医療と生成デザインを組み合わせ、疾患の診断にAIを活用するシステムを考案し、生成CADで交換部品を設計し、3Dバイオプリンティングでインプラントを作成しました。

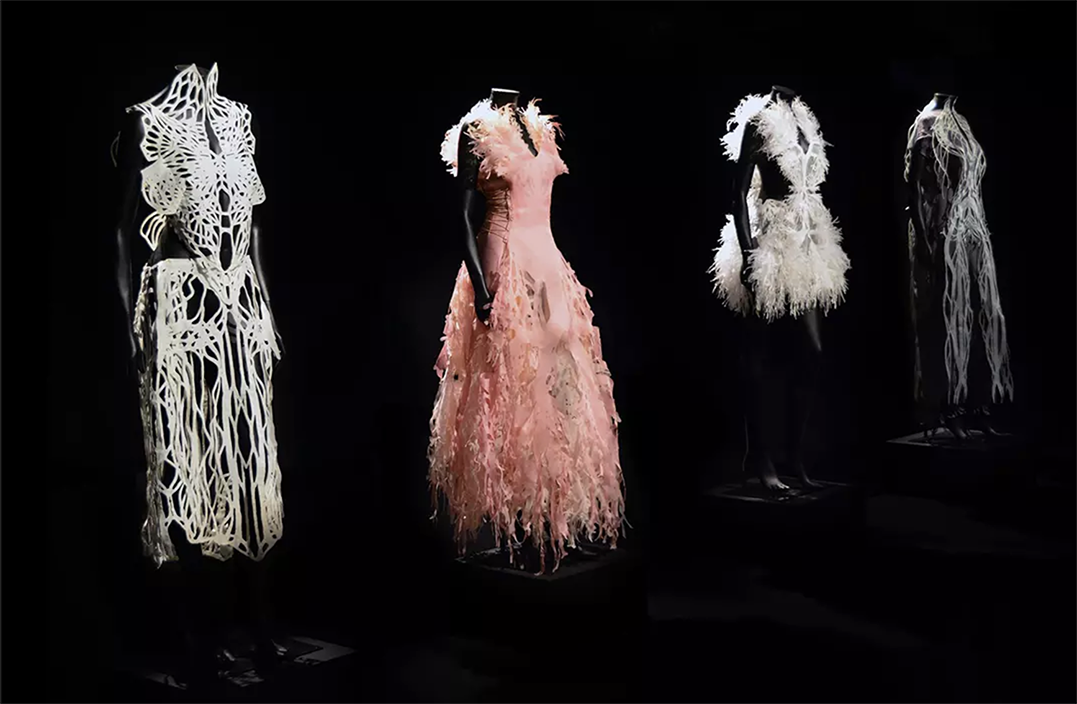
インターナル・コレクション、エイミー・カール、2017年。

「インターナル・コレクション」(2016–2017) は、人間の解剖学に基づいた衣服のシリーズです。製作には3Dボディスキャン、コンピュータ支援設計、レーザーカット、手縫い技術が用いられ、内部身体システムの表現を作成しています。
「サイボーグ・ファッション」(2022-2023) は、エイミー・カールがバイオテクノロジーによって変化したポストナチュラルな世界におけるバイオファッションを構想した作品です。 カールは、人体、デジタル、メタバースとのインターフェースを探求し、人工知能ツール、コンピュータ支援デザイン、手作業の融合を用いています。2Dの「スケッチ」は生成型人工知能の一部として作成され、デジタル3Dアバターと具体的な衣服コレクションの基盤となっています。「サイボーグ・ファッション・スケッチ #001」は、現代美術プラットフォーム（CAP）クウェートで開催された WAGMI: クウェート初のIRL NFT展示会で展示されました。

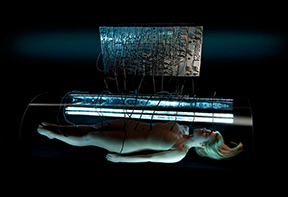
バイオフィードバック・アート、エイミー・カール、2011年。

「バイオフィードバック・アート」(2011) は、エイミー・カールが自身の体をサンディン・イメージ・プロセッサーに接続し、5～8時間の期間に静止して瞑想する間に起こる変化を読み取り、それを再利用する持続性のあるパフォーマンス・アート作品です。これにより、リアルタイムで常に変化する実験的なビデオ・アートやサウンド・アートが出力されます。この作品は、長時間のパフォーマンス耐久アートと、その過程で生み出される実験的なビデオ・アートおよびサウンド・アートの両方です。
カールは、「バイオフィードバックとニューロフィードバック」を使用して、多くのアート作品とパフォーマンスを創造しています。これには、「バイオフィードバック・アート」、2011年の持続的パフォーマンスアートで、彼女の体をサンディン・イメージ・プロセッサーに接続してリアルタイムでビデオとサウンドを作成する作品、「ブレインソングス」、2015年のパフォーマンスアートで、彼女は脳活動を電気脳波図 (EEG) ニューロヘッドセットに接続し、デジタルインターフェースの楽器で音楽を出力しました。「レゾネーション」、2015年ニューヨークのシグナル・カルチャーでのパフォーマンスでは、彼女は自身の体、エモーティブ EEG ニューロヘッドセット、クラドニ板サブウーファー、バイオインフォマティクスを使用し、生体信号を視覚と音に変換するシマティクスを生成しました。「ソルトマインでのパフォーマンス」、2018年ユネスコ世界遺産 ボフニャ塩鉱およびヴィエリチカ塩鉱での持続的パフォーマンスアートで、ポーランドの塩鉱で1000フィート以上地下に達する圧力と体験を共有しました。彼女は電気脳波図 (EEG) ニューロヘッドセットを使用して脳波をデジタル音楽と脳波のプロジェクションビジュアライゼーションに変換しました。脳波録音の音とパフォーマンスの録音の一部は、カールによるプラネタリウム映画に使用され、ポーランドのワルシャワにあるコペルニクス科学センターのコペルニクス天文台プラネタリウム、および台北現代美術館で上映されました。カールは、ポーランドへのアーティスト外交交換アーティストとしてこの作品を制作しました。
"エコーズ・フロム・ザ・バレー・オブ・エクスィステンス、2024年は、時間と空間における生物学的およびデジタル的な残響を考えるインタラクティブなアート作品です。この作品は、来場者のバイオメトリクス、リアルタイムのボディトラッキング、そしてデジタル形式での人物の映像を反映します。参加者はテキストとDNAサンプルを提供する機会を得て、それらは後に粉末化されポリマーで封じ込められます。画像、テキスト、DNAは、2026年にSpace Xによって月へ送られる予定のタイムカプセルを形成します。この作品の参加と保存は、生命、死、デジタルな後世、遺産、そして宇宙における自分の位置に関する問いを提起することを意図しています。この作品は2024年の札幌国際芸術祭で初めて展示され SLIM の着陸に対応しました。

## 人工知能 (AI)
カールは、AIと生物学の交差点における初期の生命倫理学者であり、公開講演者の一人であり、AIを活用するアーティストの最前線に立ち、AIを使用した最初のバイオアーティストでした。 カールは、創造的な目的や医療および将来に対するその影響を探求するために、人工知能、人工ニューラルネットワーク、機械学習、3D生成設計とエンジニアリングを彼女の実践に統合しました。彼女のAIおよびバイオAIハイブリッド作品は、アルス・エレクトロニカ リンツ、オーストリアの「人工知能: AI / ザ・アザー・アイ」、サントル・ポンピドゥー パリ、フランスの「ラ・ファブリック・デュ・ヴィヴァン」、ミラノ・トリエンナーレ、イタリアの「アンノウン・アンノウンズ」、森美術館 東京、日本の「未来と芸術: 人類は明日どのように生きるか」などの美術館展示に含まれています。
カールのAIにおける作業は生物学的な視点を取り入れています。彼女はインフォテックとバイオテックの融合の意味合いを探求し、それが人間の生活、身体、環境、進化に与える影響を考察しています。この探求は彼女のアートとデザインに現れており、AIをメディアとしても主題としても利用し、これらの進歩に伴う哲学的および倫理的な懸念を含んでいます。
カールのバイオフィードバックおよびニューロフィードバックに関する作業は、身体とコンピューターのインターフェース、BCI/ブレイン–コンピューター・インターフェースに関するトピックを探求しています。彼女はAIが人間の経験を翻訳する能力を探り、それに伴う利点、欠点、および成果物の所有権について考察しています。 カールの人工知能における作業には、複雑なシステムを理解するため、心身のつながりを強化するため、身体的および感情的な状態に反応し、デジタルと物理的な世界を越える対話的で着用可能なアートワークを作成するためにそれを使用することが含まれており、彼女の作品「テクノロジーによる再生」、「ザ・スカル・コレクション」、「サイボーグ・ファッション」に明らかです。
AI統合の議論に関与する中で、カールは潜在的な脅威を議論するとともに、可能性の可能性についても言及しています。 彼女は、増加する自動化に直面しても、主体性と創造性を維持することを提唱し、AIを人間の独創性に取って代わらせるのではなく、協力者として積極的に関わるよう人々に促しています。

## 賞と表彰
- 2019年の100 Womenで46位[93]

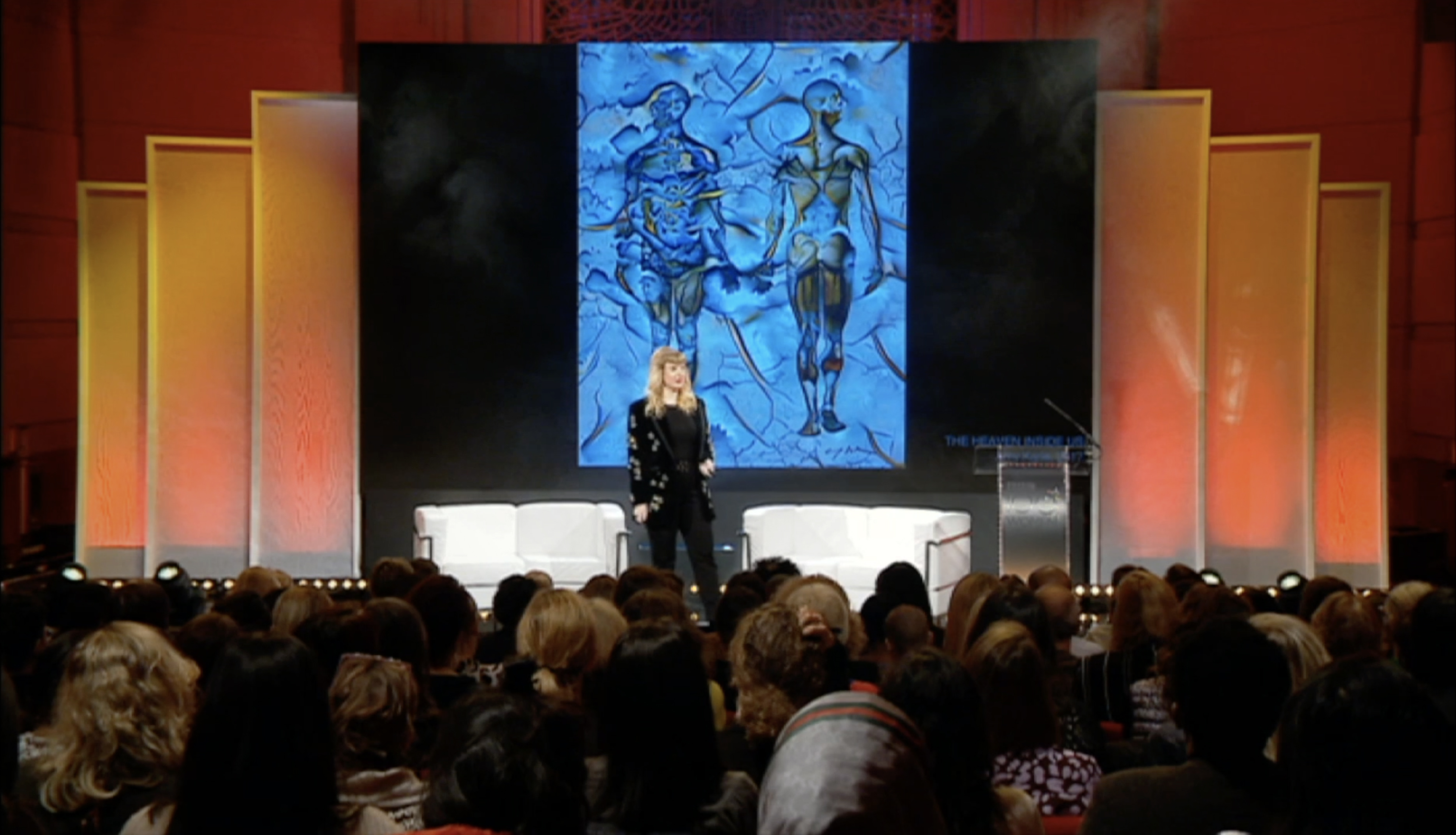
エイミー・カール、ロンドンのBBCシアターでBBC 100ウィメンにてプレゼンテーションを行う。

- 2017年のYouFab Global Creative Awardsでグランプリ[94][95]
- 2017年の3Dプリンティングで最も影響力のある女性[96]
- 世界で最もインスピレーションを与える10人の女性の一人[97]
- Autodeskサンフランシスコのアーティスト・イン・レジデンス、カリフォルニア州、アメリカ合衆国[43], [98]
- コペルニクス科学センター（ポーランド語版）アーティスト・イン・レジデンス、ワルシャワ、ポーランド[99], [100], [101], [102], [84]
- HP Labsのアーティスト・イン・レジデンス、パロアルト、カリフォルニア州、アメリカ合衆国[103]
- スミソニアン協会のアーティスト・イン・レジデンス、ワシントンD.C.、アメリカ合衆国[62][104], [105]
- ザルツブルク・グローバル・フェロー[106], [107]
- オーストリア、2017年）とデス・ライフ（東京、2018年）への参加[108]